# Dimeria woodrowii
Dimeria woodrowii är en gräsart som beskrevs av Otto Stapf. Dimeria woodrowii ingår i släktet Dimeria och familjen gräs. Inga underarter finns listade i Catalogue of Life.